# 卡卡杜国家公园
卡卡杜国家公园（英語：Kakadu National Park）是澳大利亚北领地的一片保护区，位于达尔文市以东171公里。
卡卡杜国家公园位於安利格特河流域内，总面积约19,804平方公里，南北长约200千米，东西宽约100千米，相当于一个威尔士或三分之一个塔斯马尼亚州。